# Szekatura
Szekatura (Codrișoru), település Romániában, a Partiumban, Bihar megyében.

## Fekvése
Töttös mellett fekvő település.

## Története
Szekatura korábban Tőtös része volt. 1956-ban vált önálló településsé, ekkor 94 lakosa volt.
A 2002-es népszámlálási adatok szerint 77 szlovák lakosa volt.